# Rafael Yuste
Rafael Yuste (Madrid, 25 de abril de 1963) es un neurobiólogo español, ideólogo del proyecto BRAIN. Es profesor de ciencias biológicas en la Universidad de Columbia, Nueva York; actualmente su trabajo se ha centrado en descifrar cómo funciona la conciencia y los recuerdos, llegando a alterar experimentalmente "recuerdos" en animales de laboratorio.

## Biografía

### Primeros años y educación
A los catorce años su padre le regaló el libro de Santiago Ramón y Cajal Los Tónicos de la Voluntad: Reglas y consejos sobre investigación científica. Estudió Medicina en la Universidad Autónoma de Madrid (1982-1987) tras realizar el Bachillerato en el Instituto Ramiro de Maeztu de Madrid. En el laboratorio de biología molecular del premio Nobel sudafricano Sydney Brenner en Cambridge (1985-1986) sintió la vocación por la neurobiología. A finales de los años 80, viajó a Estados Unidos donde se doctoró en la Universidad Rockefeller dirigida por el premio Nobel Torsten Wiesel. En el tiempo que estuvo allí (1987-1992) creó y desarrolló la técnica del calcium imaging para medir la actividad neuronal fundándose en el hecho de que, cuando una señal eléctrica despolariza una neurona,  los canales de calcio  son activados, permitiendo así que los iones de Ca2+ entren en la célula. Si se tiñe un área del cerebro con un colorante sensible al calcio, se puede detectar cuándo una neurona está activa mediante microscopia. Para ello tuvo que estudiar computación biológica en los laboratorios de ATT/Bell supervisado por el doctor David Tank (1992-1996). La técnica, expuesta en su tesis doctoral dirigida por Wiesel y Lawrence Katz, Optical studies of calcium dynamics in developing neocortical neurons, se convirtió en uno de los pilares de la neurobiología.

### Vida profesional
En septiembre de 2011, cuando una cincuentena de neurobiólogos y nanofísicos se reunieron en la ciudad inglesa de Buckinghamshire para discutir proyectos conjuntos, Rafael Yuste, ya Catedrático de Ciencias Biológicas y Neurociencia e investigador desde 2005 de la Universidad de Columbia, propuso registrar la actividad de circuitos neuronales enteros a escalas de milisegundos, y eventualmente de cerebros completos en tres dimensiones. La idea cundió y recibió el apoyo y la colaboración del científico George Church y de Miyoung Chun, vicepresidenta de La fundación Kavli, y la técnica se fue refinando para ganar precisión, resolución y amplitud. Actualmente el proyecto Brain Activity Map (o BRAIN Initiative) pretende a largo plazo desarrollar los métodos ópticos y eléctricos que permitan mapear y manipular la actividad de todas y cada una de las neuronas del cerebro. Se empezaría con animales pequeños, como el gusano Caenorhabditis elegans, la mosca Drosophila, el pez cebra y algunos circuitos particulares del cerebro del ratón (retina, bulbo olfatorio y áreas corticales específicas).
En la actualidad es editor jefe de Frontiers in Neural Circuits y, además de codirigir el Instituto Kavli de investigaciones neurológicas de la Universidad de Columbia desde 2004 y trabajar en el proyecto de cartografiar el cerebro humano, dedica algunas semanas al año al Instituto Cajal de la Universidad Politécnica de Madrid; también asesora a institutos tecnológicos de Andalucía, País Vasco y Cataluña. En septiembre de 2013 recibió un premio de 2 millones de euros de la agencia de Institutos Nacionales de Salud de Estados Unidos para el desarrollo del proyecto BRAIN, convirtiéndose en la gran apuesta científica de la administración Obama. En 2015, recibió el XLVII Premio Lección Conmemorativa Jiménez Díaz por su labor investigadora otorgado por la Fundación Conchita Rábago de Jiménez Díaz. En 2019 fue invitado a impartir la VI ICS Lecture on Humanities and Social Sciences del Instituto Cultura y Sociedad de la Universidad de Navarra.

## Área de trabajo
El objetivo principal presente en el laboratorio dirigido por Yuste es descifrar el código neuronal, esto es, la relación entre la actividad de las neuronas y el comportamiento o estados mentales, mediante la comprensión de la función de los circuitos neuronales.

### Neuroderechos
En función a las inquietudes internacionales procedentes desde la academia debido al avance científico de las neurotecnologías, Yuste junto con el senador chileno Guido Girardi en conjunto con otros especialistas en el tema presentaron en Chile el 7 de octubre de 2020 dos proyectos de ley que buscan establecer y proteger los neuroderechos —el primero es una reforma constitucional que busca integrar a la privacidad mental como una garantía estatal, y el segundo busca definir y proteger la integridad física y psicológica de los individuos—. El proyecto ha sido acogido positivamente por instituciones y países extranjeros; la Organización de las Naciones Unidas, la Organización para la Cooperación y el Desarrollo Económicos y la Unesco están observando el desarrollo de este proyecto de ley, mientras que la Secretaría de Estado de Digitalización e Inteligencia Artificial de España ha presentado interés en el avance de este proyecto.

## Publicaciones

### Libros
- Yuste, Rafael (2023). El cerebro, el teatro del mundo. Columbia University Press. ISBN 978-84-493-4283-7. Consultado el 6 de noviembre de 2024.
- Yuste, Rafael (2024). Lectures in Neuroscience. PAIDÓS Contextos. ISBN 978-0-231186476. Consultado el 6 de noviembre de 2024.
- Yuste, Rafael; Lanni, Frederick; Konnerth, Arthur (2000). Imaging Neurons: A Laboratory Manual (en inglés). Cold Spring Harbor Laboratory Press. ISBN 978-0-87969-542-2. Consultado el 9 de octubre de 2020.
- Yuste, Rafael; Konnerth, Arthur (2005). Imaging in Neuroscience and Development: A Laboratory Manual (en inglés). CSHL Press. ISBN 978-0-87969-692-4. Consultado el 9 de octubre de 2020.
- Yuste, Rafael (2010). Dendritic Spines (en inglés). MIT Press. ISBN 978-0-262-01350-5. Consultado el 9 de octubre de 2020.
- Yuste, Rafael (2011). Imaging: A Laboratory Manual (en inglés). Cold Spring Harbor Laboratory Press. ISBN 978-0-87969-936-9. Consultado el 9 de octubre de 2020.
- Yuste, Rafael (2019). Las nuevas neurotecnologías y su impacto en la ciencia, medicina y sociedad. Lecciones Cajal. ISBN 9788413400389. Consultado el 8 de octubre de 2020.

### Publicaciones científicas
Esta es una lista de los trabajos científicos más citados del investigador; para revisar el listado completo revisa el perfil del investigador en Google Scholar.
- Yuste, Rafael; Bonhoeffer, Tobias (1 de marzo de 2001). «Morphological Changes in Dendritic Spines Associated with Long-Term Synaptic Plasticity». Annual Review of Neuroscience 24 (1): 1071-1089. ISSN 0147-006X. doi:10.1146/annurev.neuro.24.1.1071. Consultado el 9 de octubre de 2020.
- The Petilla Interneuron Nomenclature Group (PING) (2008-07). «Petilla terminology: nomenclature of features of GABAergic interneurons of the cerebral cortex». Nature Reviews Neuroscience (en inglés) 9 (7): 557-568. ISSN 1471-003X. PMC 2868386. PMID 18568015. doi:10.1038/nrn2402. Consultado el 9 de octubre de 2020.
- Yuste, Rafael; Denk, Winfried (1995-06). «Dendritic spines as basic functional units of neuronal integration». Nature (en inglés) 375 (6533): 682-684. ISSN 1476-4687. doi:10.1038/375682a0. Consultado el 9 de octubre de 2020.
- Ikegaya, Y. (23 de abril de 2004). «Synfire Chains and Cortical Songs: Temporal Modules of Cortical Activity». Science (en inglés) 304 (5670): 559-564. ISSN 0036-8075. doi:10.1126/science.1093173. Consultado el 9 de octubre de 2020.
- Cossart, Rosa; Aronov, Dmitriy; Yuste, Rafael (2003-05). «Attractor dynamics of network UP states in the neocortex». Nature (en inglés) 423 (6937): 283-288. ISSN 1476-4687. doi:10.1038/nature01614. Consultado el 9 de octubre de 2020.
- Yuste, Rafael; Bonhoeffer, Tobias (2004-01). «Genesis of dendritic spines: insights from ultrastructural and imaging studies». Nature Reviews Neuroscience (en inglés) 5 (1): 24-34. ISSN 1471-0048. doi:10.1038/nrn1300. Consultado el 9 de octubre de 2020.
- DeFelipe, Javier; López-Cruz, Pedro L.; Benavides-Piccione, Ruth; Bielza, Concha; Larrañaga, Pedro; Anderson, Stewart; Burkhalter, Andreas; Cauli, Bruno et al. (2013-03). «New insights into the classification and nomenclature of cortical GABAergic interneurons». Nature Reviews Neuroscience (en inglés) 14 (3): 202-216. ISSN 1471-0048. PMC 3619199. PMID 23385869. doi:10.1038/nrn3444. Consultado el 9 de octubre de 2020.
- Yuste, Rafael; Katz, Lawrence C. (1 de marzo de 1991). «Control of postsynaptic Ca2+ influx in developing neocortex by excitatory and inhibitory neurotransmitters». Neuron (en inglés) 6 (3): 333-344. ISSN 0896-6273. PMID 1672071. doi:10.1016/0896-6273(91)90243-S. Consultado el 9 de octubre de 2020.
- Alivisatos, A. Paul; Chun, Miyoung; Church, George M.; Greenspan, Ralph J.; Roukes, Michael L.; Yuste, Rafael (21 de junio de 2012). «The Brain Activity Map Project and the Challenge of Functional Connectomics». Neuron (en inglés) 74 (6): 970-974. ISSN 0896-6273. PMC 3597383. PMID 22726828. doi:10.1016/j.neuron.2012.06.006. Consultado el 9 de octubre de 2020.
- Yuste, R.; Peinado, A.; Katz, L. C. (31 de julio de 1992). «Neuronal domains in developing neocortex». Science (en inglés) 257 (5070): 665-669. ISSN 0036-8075. PMID 1496379. doi:10.1126/science.1496379. Consultado el 9 de octubre de 2020.